# أبو نصر الباهلي
أبو نصر أحمد بن حاتم الباهلي (160هـ/777م - 231هـ/845م) هو لغويٌّ وراوٍ من البصرة، عاش في بغداد، واشتهر بصحبة الأصمعي.

## سيرته
ولد أحمد بن حاتم الباهلي في البصرة، وكانت ولادته في سنة 160هـ، وانتقل بعد ذلك إلى العاصمة بغداد، وأخذ عن عبد الملك الأصمعي وأبي زيد الأنصاري وأبي عبيدة معمر بن المثنى وأبي عمرو الشيباني، واهتمَّ بشكل رئيسي باللغة ورواية الشعر، وعُرِف بمصاحبته للأصمعي، حتى لُقِّبَ بغلام الأصمعي، وكان يراه أوثق الناس في الرواية، وقال عنه الأصمعي: «ما يصدق عليَّ إلا أبو نصر». اشتهر أبو نصر بنقل أشعار الشماخ بن ضرار وذي الرمة. وبعد أن انتقل إلى بغداد ذاع صيته وتتلمذ لديه عددٌ من الطلاب، وكان يجلس في حلقة يُلقي فيها ما يحفظه من الشعر، ومِمَّن تتلمذ لديه في بغداد أحمد بن يحيى النحوي المُلَقَّب بثعلب وإبراهيم الحربي. وخاض مساجلات مع ابن الأعرابي الكوفي، وكان الباهلي يتَّهمه بتلفيق الروايات. تلقَّى أبا نصر دعوةً من الخصيب بن أسلم للحضور إلى أصبهان، فاستجاب لها، وخرج من بغداد في سنة 220هـ، وفي أصبهان كان يُدرِّس الشعر الجاهلي والشعر الإسلامي، ونقل معه مؤلفات الأصمعي، ومن أشهر تلامذته في أصبهان أبو علي الحسن بن عبد الله الأصبهاني المعروف بلغدة. ألَّف الباهلي العديد من الكُتب، لم يبق منها سوى مخطوطتين، وقد طُبِعَ إحداها، وهي روايته لديوان ذي الرمة. عاد أبو نصر الباهلي في أواخر سنينه إلى مسقط رأسه البصرة، وفيها تُوفِّي عن عمر الواحد والسبعين في سنة 231 من التقويم الهجري.
من الروايات عنه ما حدَّثه المرزباني عن أبي عمر الزاهد أنَّ ثعلب قال: «دخلت على يعقوب بن السكيت وهو يعمل «إصلاح المنطق» فقال: يا أبا العباس رغبت عن كتابي فقلت له: كتابك كبير وأنا عملت الفصيح للصبيان، ثم قال لي: سر معي إلى أبي نصر صاحب الأصمعي، فمضيت معه فلما كنا في الطريق قال: قد سألت أبا نصر عن بيت شعر فأجابني جوابا لم أرضه، أفأعيده عليه؟ فقلت: لا تفعل فإن عنده أجوبة، وقد أجابك ببعضها. فلما دخلت عليه سأله عن البيت، فقال له: يا مؤاجر ما أنت وهذا؟ وأنا قربتك حتى رموني بك؟! عندي عشرون جوابا في هذا. وخجل من ذلك وخرجنا، فقلت له: لا مقام لك هاهنا، اخرج من سرّ من رأى واكتب إليّ بما تحتاج إليه لأسأل عنه وأعرفك إياه».

## مؤلفاته
تُنسَب إليه المؤلَّفات التالية:
| - «رواية ديوان ذي الرمة» (مطبوع). - «اشتقاق الأسماء» (مخطوط). - «ما تلحن فيه العامة». - «كتاب الألفاظ» (اعتمد عليه أحمد بن يوسف الفهري في "تحفة المجد الصريح في شرح كتاب الفصيح"). - «كتاب الأجناس» (اشتهر في الأندلس، من مجلَّدين، ونقل عنه إسماعيل بن حماد الجوهري في "الصحاح"). - «كتاب الإبل». | - «كتاب الخيل». - «كتاب الطير». - «كتاب الجراد». - «كتاب اللبأ واللبن». - «كتاب الزرع والنبات». - «كتاب الشجر والنبات» (نقل عنه أبو حنيفة الدينوري في "النبات"). - «كتاب السلاح» (نسبة الكتاب إليه مشكوك في صحتها). |

## وصلات خارجيَّة
- ديوان ذي الرمة شرح الباهلي، على موقع المكتبة الشاملة.